# حمام خيري (مغني)

## ‏المولد والمنشأ
ولد حمام الخلف الملقب حمام خيري بتاريخ 10/11/1966  في مدينة حلب السورية التي تعد أحد أهم مراكز الموسيقى الشرقية العربية.
ظهرت موهبته في العقد الأول من عمره بعد أن درس الموشحات والقدود الحلبية والقصائد والأدوار مع رقص السماح و الصولفيج الغنائي والعزف على آلة العود ‏وأغلب الآلات الإيقاعية على يد أساتذته الذين يعدون من أهم أعلام الموسيقى العربية وكبار الموسيقيين السوريين، وهو مطرب من جيل العمالقة تربع على عرش الطرب في حلب وأخذه عن أفضل المعلمين فيها ، تشرب الموروث الغنائي وأجاد فيه ، ثم انطلق ليشق طريقه الخاص النابع من التراث والمتوافق مع الحداثة. 

## ‏الجوائز وشهادات التقدير
‏حصد جائزة أفضل أداء في مهرجان اتحاد الإذاعات العربية في القاهرة عام 2000.

## نشاطه الفني
‏حمام خيري واحد من أهم أعلام الغناء الحلبي اشتهر في جميع أنحاء الوطن العربي والعالم و أقام حمام خيري حفلات غنائية في أغلب البلدان العربية والأجنبية وطاف العالم وتربع على عرش الفن الغنائي فيها.
كما ‏شارك في مهرجانات عدة منها:
- ‏مهرجان قرطاج الدولي (قرطاج - تونس).
- ‏مهرجان بيت الدين (لبنان).
- ‏مهرجان معهد العالم العربي (باريس - فرنسا).
- ‏مهرجان الموسيقى الروحية (فاس - المغرب).
- ‏مهرجان بصرى الشام.
- ‏مهرجان طريق الحرير على مسرح قلعة حلب (سورية).
- ‏ مهرجان بصرى الدولي على مسرح قلعة حلب (سورية).
- ‏مهرجان القلعة والوادي (سورية).
- مهرجان دار اوبرا ليون (ليون - فرنسا).
- مهرجان مؤتمر الموسيقى العربية دار الاوبرا في مصر (مصر).
- افتتاح مهرجان حمص المسرحي (سورية).
- ‏مهرجانات مسرح المدينة (بيروت - لبنان).
- ‏مهرجان الحمامات الدولي (حمامات - تونس).
- ‏مهرجان سوسة الدولي (سوسة - تونس).
- ‏مهرجان المدينة الدولي (تونس).
- ‏مهرجان المحبة والسلام (سورية).
- ‏مهرجان الأغنية السورية (سورية). وكما له تقليد سنوي في إقامة حفل على مسرح قلعة حلب.